# Rondo Lotników Lwowskich w Łodzi
Rondo Lotników Lwowskich (do 1991: rondo Titowa) – rondo w Łodzi, położone w dzielnicy Górna. Jest częścią drogi krajowej nr 14, a do 2013 roku było także w ciągu drogi krajowej nr 1.
Rondo jest punktem styku pięciu ulic:
- od północy: Aleje Politechniki
- od północnego wschodu: ul. Pabianicka
- od południowego zachodu: ul. Pabianicka
- od południowego wschodu: ul. I. Paderewskiego
- od zachodu: ul. R. Tagore

W bezpośrednim sąsiedztwie ronda znajdują się:
- szpital im. Mikołaja Kopernika (pomiędzy ul. I. Paderewskiego a północno-wschodnią odnogą ul. Pabianickiej)
- park im. J. Słowackiego (pomiędzy północno-wschodnią odnogą ul. Pabianickiej a Al. Politechniki)

Dawniej nosiło imię Giermana Titowa, rosyjskiego kosmonauty i pilota.
Rondo Lotników Lwowskich jest uznawane za jedno z najbardziej niebezpiecznych skrzyżowań w Łodzi. W 2008 roku zostało ono przekształcone w rondo turbinowe, na którym pasy ruchu ułożone są w kształt spirali. Problemy pojawiają się wówczas, gdy oznakowanie poziome nie jest widoczne, na przykład z powodu wytarcia się pasów. Osoby znające to skrzyżowanie poruszają się wówczas prawidłowo, podczas gdy osoby niezorientowane (najczęściej spoza Łodzi) stosują się do zasad ogólnych.

## Komunikacja miejska
Rondo jest wyposażone w torowisko tramwajowe położone na obwodzie wyspy, pozwalając tramwajom zarówno zawracać (bywa wykorzystywane jako awaryjna pętla), wjeżdżać, jak i zjeżdżać w ulice: Pabianicką, Al. Politechniki i Paderewskiego.
Rondo stanowi ważny węzeł przesiadkowy – obecnie przebiegają tamtędy następujące linie MPK-Łódź:
- autobusy: 50AB, 52, 57, 63, 68, 69AB
- tramwaje: 11, 15, 16, 41
- autobusy nocne: N4AB, N6, N7AB[6]

Niecały kilometr na południowy wschód od ronda znajduje się pętla autobusowa Piastów Kurak (autobusy 56, 57), a około kilometr na północny wschód znajduje się plac Niepodległości.